# Obertraubling
Obertraubling település Németországban, azon belül Bajorországban. Lakosainak száma 8793 fő (2023. december 31.).

## Népesség
A település népessége az elmúlt években az alábbi módon változott:
| Lakosok száma | 510  | 1658 | 4814 | 5260 | 7766 | 8001 | 8244 | 8348 | 8557 | 8793 |
|               | 1875 | 1950 | 1975 | 1987 | 2012 | 2014 | 2016 | 2017 | 2021 | 2023 |